# Ainay-le-Château

Ainay-le-Château este o comună în departamentul Allier din centrul Franței. În 1 ianuarie 2022 avea o populație de 987 de locuitori.